# Blennius normani
Blennius normani es una especie de pez de la familia Blenniidae en el orden de los Perciformes.

## Morfología
• Los machos pueden llegar alcanzar los 11 cm de longitud total.

## Reproducción
Es ovíparo.

## Hábitat
Es un pez de mar y de clima tropical  que vive entre 20-200 m de profundidad.

## Distribución geográfica
Se encuentra desde el norte de Mauritania hasta Angola.